# Lista chorążych reprezentacji Ekwadoru na igrzyskach olimpijskich
Lista chorążych reprezentacji Ekwadoru na igrzyskach olimpijskich – lista zawodników i zawodniczek reprezentacji Ekwadoru, którzy podczas ceremonii otwarcia nowożytnych igrzysk olimpijskich nieśli flagę Ekwadoru.

## Chronologiczna lista chorążych
| Lp. | Rok i miejsce     | Chorąży              | Dyscyplina           |
| --- | ----------------- | -------------------- | -------------------- |
| 1   | 1924, Paryż       | b.d.                 |                      |
| 2   | 1968, Meksyk      | b.d.                 |                      |
| 3   | 1972, Monachium   | Abdalá Bucaram Ortiz |                      |
| 4   | 1976, Montreal    | b.d.                 |                      |
| 5   | 1980, Moskwa      | b.d.                 |                      |
| 6   | 1984, Los Angeles | Héctor Hurtado       | Podnoszenie ciężarów |
| 7   | 1988, Seul        | b.d.                 |                      |
| 8   | 1992, Barcelona   | María Cangá          | Judo                 |
| 9   | 1996, Atlanta     | Felipe Delgado       | pływanie             |
| 10  | 2000, Sydney      | Martha Tenorio       | Lekkoatletyka        |
| 11  | 2004, Ateny       | Alexandra Escobar    | Podnoszenie ciężarów |
| 12  | 2008, Pekin       | Alexandra Escobar    | Podnoszenie ciężarów |
| 13  | 2012, Londyn      | César de Cesare      | Kajakarstwo          |
| 14  | 2016, Rio         | Estefania Garcia     | Judo                 |